# Tu–70
A Tu–70 (oroszul: Ту–70, NATO-kódja: Cart) szovjet utasszállító repülőgép. A Tu–4 stratégiai bombázó utasszállító változata, amelyet az 1940-es évek közepén fejlesztett ki a Tupoljev tervezőiroda. A gép iránt az Aeroflot nem mutatott érdeklődést, így a prototípuson kívül további példányokat nem építettek.